# Stylocoeniella guentheri
Stylocoeniella guentheri is een rifkoralensoort uit de familie van de Astrocoeniidae. De wetenschappelijke naam van de soort is voor het eerst geldig gepubliceerd in 1890 door Bassett-Smith.